# アメリカ微生物学会
アメリカ微生物学会 (American Society for Microbiology)は1899年にアメリカ細菌学会として設立されたアメリカの学会で、細菌、ウイルスをはじめとした様々な微生物に関する研究者、教育者、医療従事者のための専門組織である。Journal of Bacteriologyなどの学会誌を発行しており、生命科学分野において世界的にも最大規模の学会であるとしている。

## 歴史
1899年にニューヘイブンで最初の会議が開催される。当時はアメリカ細菌学会 (Society of American Bacteriologists) として発足しており、この会議にてウィリアム・トンプソン・セジウィックが初代の学会長に就任する。翌年から会費が徴収されるが、当時の会費は1ドルであった。1958年、学会の名称を現在の名称であるアメリカ微生物学会に変更する発議が評議会を通過、1959年に投票が行われ、1960年に現在の名称となる。後述の通り、多数の学会誌を発行しているが、2016年以降、ジャーナルの影響力の指標であるインパクトファクターの掲載をすべてのジャーナルとウェブサイトから除去している。

## 会員
研究者、教育者、医療従事者を含む会員は30000人を超え、生命科学分野において世界的に最大級の学会であると称している。

## 学術集会
2020年現在、アメリカ微生物学会の学術集会はASM Microbeの名の下に開催される。微生物学者にとっての旗艦的学会とされ、大会中にはおよそ1万人もの微生物研究に関わる研究者が参加し、ポスター発表の演題数はおよそ2000題に及ぶ。アメリカ微生物学会は研究者以外の参加者にも門戸を開いており、市民参加型のセッションも開催されている。

## 学会誌
アメリカ微生物学会は1916年に最初の学術誌であるJournal of Bacteriologyの発行を始める。その後も1967年にJournal of Virologyの発行を、2015年には初めてのフルオープンアクセスジャーナルであるmBioの発行を始めるなど拡大しており、2020年現在は以下の学術誌の発行を行なっている。
- Antimicrobial Agents and Chemotherapy
- Applied and Environmental Microbiology
- Clinical Microbiology Reviews
- EcoSal Plus
- Infection and Immunity
- Journal of Bacteriology
- Journal of Clinical Microbiology
- Journal of Microbiology & Biology Education
- Journal of Virology
- mBio
- Microbiology and Molecular Biology Reviews
- Microbiology Resource Announcements
- Microbiology Spectrum
- Molecular and Cellular Biology
- mSphere
- mSystems